# Wulf Brunner
Wilhelm Wulf Peter Brunner (Norimberga, 20 marzo 1962) è un ex discobolo tedesco.

## Palmarès
| Anno | Manifestazione | Sede     | Evento           | Risultato | Misura  | Note |
| ---- | -------------- | -------- | ---------------- | --------- | ------- | ---- |
| 1988 | Olimpiadi      | Seul     | Lancio del disco | 22º       | 57,50 m |      |
| 1989 | Universiadi    | Duisburg | Lancio del disco | 4º        | 61,82 m |      |